# Battaglia di Clissa (1596)
 La battaglia di Clissa fu una battaglia tra un gruppo di irregolari Veneziani insieme a guarnigioni di Uscocchi contro l'impero Ottomano per la conquista della fortezza di Clissa.

## Premessa
La fortezza di Clissa era situata in una posizione strategica significativa in quanto era all'ingresso principale dalla costa adriatica nord-orientale che andava nella Bosnia Ottomana.
Il comandante Francesco Antonio Bertucci aveva in mente di far scoppiare una rivolta nella regione dell'Adriatico orientale contro gli Ottomani con l'aiuto di alcune truppe irregolari Veneziane.
Secondo il piano di Bertucci, i ribelli capeggiati dagli Uscocchi avrebbero liberato Clissa, Castelnuovo e Scutari. Tale rivolta avrebbe provocato una reazione ottomana che avrebbe forzato l'entrata nell'Adriatico facendo intervenire la Repubblica di Venezia.  Bertucci inizialmente stabilì la sede della cospirazione anti-ottomana a Ragusa.
Secondo alcune indiscrezioni, la Repubblica di Ragusa era pronta ad espellere il gesuita Veneziano Aleksandar Komulović in quanto cospirava contro gli ottomani provocando delle serie preoccupazioni da parte dei Ragusani. La sede della cospirazione anti-ottomana fu quindi spostata a Spalato. Giovanni Alberti che era membro della nobiltà veneziana di Spalato si decise che era arrivato il momento di attaccare Clissa. Alberti discusse del piano con suo fratello Mateja, ma Mateja lo tradì informando gli Ottomani.

## Battaglia

### Cattura cristiana di Clissa
Ivo Senjanin era uno dei comandanti delle forze Uscocche.
La battaglia iniziò la notte del 6 aprile 1596 quando un gruppo di 30 cittadini di Spalato, aiutati dall'interno della fortezza, attaccò e uccise tutte le guardie Ottomane della fortezza. All'inizio del 7 aprile 1596 un gruppo di Uscocchi che erano in realtà sotto l'impero Asburgico e una trentina di Veneziani catturarono la fortezza ottomana di Clissa aiutati da alcuni soldati ribelli della guarnigione ottomana.
Il giorno successico arrivarono diversi rinforzi tra i quali 300 Uscocchi guidati da Nikola Lasinović, Ivan Vlatković e Bijanki.
Gli assedianti attaccarono quindi il resto degli ottomani che si ritirarono in diverse case nella parte bassa della città. La fortezza venne interamente catturata tranne la torre Oprah che venne presa il giorno successivo. Gli Uscocchi preoccupati della reazione ottomana preferirono partire. Pertanto, la sera dell'8 aprile 1596 caricarono cibo e prigionieri su una barca a Žrnovnica per essere trasportati a Segna.
Secondo alcuni storici, la barca con cibo e prigionieri fu catturata dai veneziani vicino a Sebenico.
La guarnigione rimasta convinse il conte di Poljice Pavao Papić e Nikola Suđić a presidiare la fortezza insieme a 200 uomini.

### Contrattacco ottomano
Ibrahim-aga, il capitano della fortezza di Clissa, era a Salona quando ricevette notizie sulla cattura. Egli decise di ritornare subito assieme ai suoi soldati per riconquistare la fortezza, ma il suo attacco fu respinto e dovette ritirarsi a Livno.
Considerata la situazione gli ottomani ritornarono per assediare Clissa. Il governatore del Sangiaccato di Clissa Mustafa Pijadepašić mobilitò rapidamente 600 uomini, e il 12 aprile 1596 assediò la fortezza. Nel giro di breve il numero di uomini nelle forze ottomane salì a 8 000 in totale.
Il governatore veneziano di Spalato aveva avvertito gli ottomani che gli Uscocchi stavano preparando un attacco a Clissa all'inizio dell'anno.
Il Senato veneziano ordinò di mantenere buoni rapporti con gli ottomani al provveditore veneziano Benedetto Moro.
Alcuni soldati assediati conoscevano bene i dintorni della fortezza e fuggirono da essa durante la notte per andare sulla costa adriatica a inviare richieste disperate di aiuto.
Il 24 aprile il voivoda Uscocco Ivo Senjanin assieme a Nikola Sugić e Ivan Matulić scrisse al capitano di Segna una lettera in cui descrivevano la situazione in Klis come disperata, la guarnigione cristiana moriva di fame e chiese aiuto.
Le truppe congiunte degli Asburgo e dello Stato Pontificio, guidate da Antonio Bertucci, furono inviate in aiuto al debole presidio cristiano nella fortezza appena catturata, scontrandosi con le forze ottomane e subendo una pesante sconfitta. Poco dopo venne nuovamente occupata la fortezza dagli Ottomani. Bertucci fu catturato durante questa battaglia e tenuto brevemente prigioniero dagli ottomani fino a quando non fu riscattato.
Il 31 maggio 1596 Clissa e Segna caddero di nuovo in mano ottomana.

## Conseguenze
Sia le forze Veneziane che quelle Ottomane organizzarono successivamente numerose azioni contro gli Uscocchi.
Gli ottomani saccheggiarono la popolazione cristiana a Poljice, Clissa e dintorni.
La sconfitta cristiana ebbe un'influenza negativa sui suoi ulteriori tentativi di convincere i governanti cristiani dei Balcani a ribellarsi contro gli ottomani.
Clissa rimase parte dell'Impero ottomano fino al 1648, quando i Veneziani la riconquistarono.